# Муравка (річка)
Мура́вка, Муровка — річка в Україні, у Іванківському районі Київської області. Ліва притока Прип'яті, (басейн Дніпра).

## Опис
Довжина річки 15 км, похил річки 0,13  м/км, найкоротша відстань між витоком і гирлом — 6,48 км, коефіцієнт звивистості річки — 2,32 . Площа басейну водозбору 74,8  км².

## Розташування
Бере початок на північно-східній стороні від села Кошарівки. Тече переважно на південний схід і на західній стороні від станції Зимовище впадає у річку Прип'ять, праву притоку Дніпра.